# 吉岡弘毅

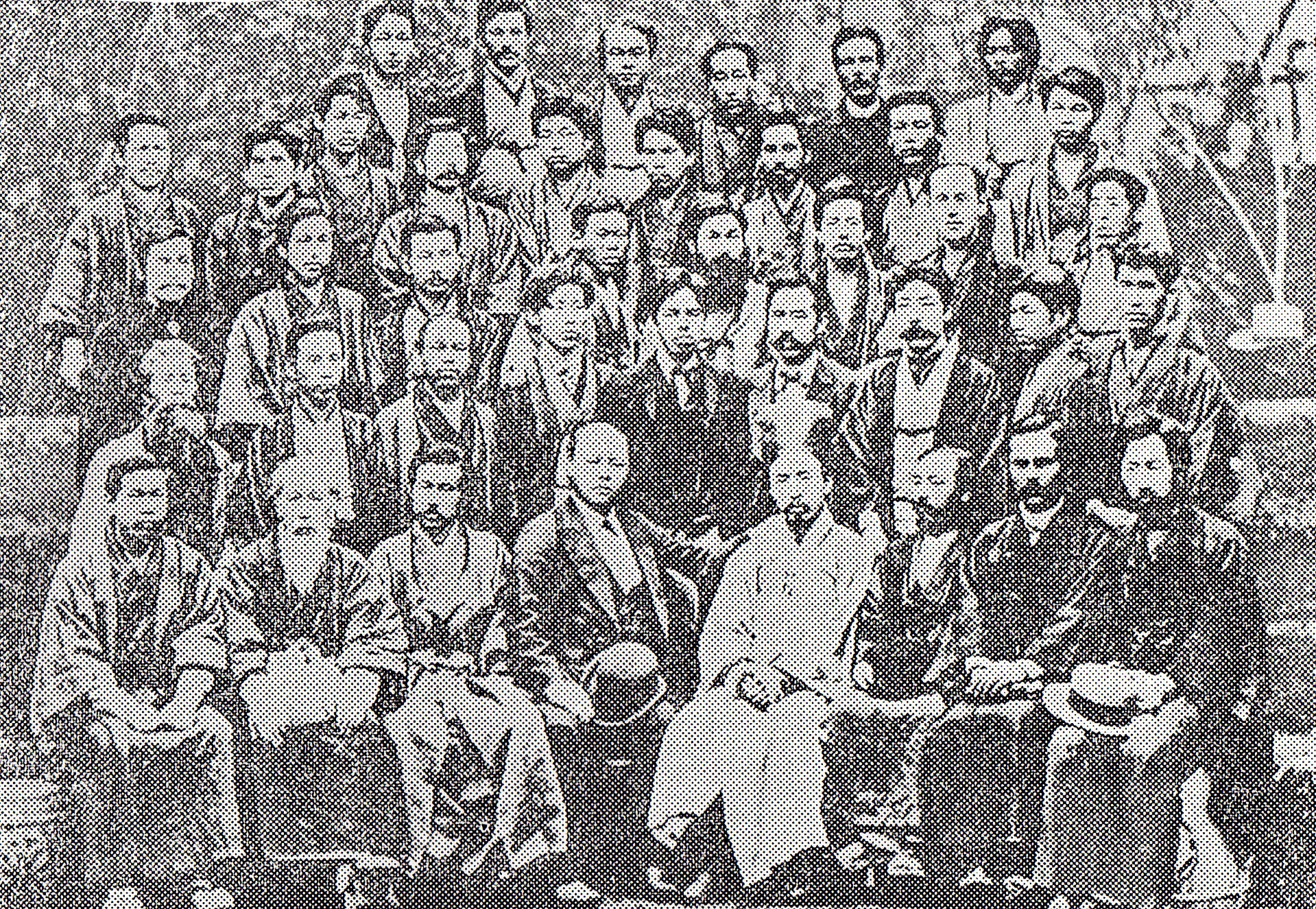
弟三回全国基督信徒大親睦会の記念写真、吉岡は最後列の右から4人目

吉岡 弘毅（よしおか こうき、1847年7月8日（弘化4年5月26日） - 1932年（昭和7年）9月12日）は日本の外交官・キリスト者（長老派教会牧師）。外務権少丞として明治初期の日朝交渉に当たり、征韓論に反対した。美作国（後の岡山県）の出身。

## 経歴

### 外務省任官まで
吉岡は美作国福渡村（後の岡山市内）の医家・吉岡有隣（長崎で蘭方医学を学び産科医として名を挙げていた）と「とわ」の三男として生まれ、倉敷の儒者・森田節斎に陽明学を学んだことから熱烈な尊皇攘夷派となった。
1868年（慶応4年）京都で尊攘派公家・壬生基修に仕えたのち官軍の一員として戊辰戦争に従軍する。長岡城攻防戦へも参加する。
1869年（明治2年）明治新政府により京都に創設された弾正台（監察機関）に任官した。新政府内部の過激尊攘派の拠点ともいえる弾正台に職を得たことから見て取れるように、この時期の吉岡の思想はいまだ攘夷派志士としてのそれを引きずるものであった。しかし、1870年（明治3年）外務省への転任で吉岡は大きく変化していく。

### 青年外交官として日朝交渉へ
1870年（明治3年）、吉岡は外務権少丞に任じられ、政府より朝鮮国派遣の辞令を受けた。彼は沢宣嘉（外務卿）による（朝鮮側）礼曹判書宛の書契（国書）を携えて森山茂（外務少録）・広津弘信らとともに東京を出発、対馬を経由して朝鮮に赴き、同年末12月24日（旧暦11月3日）には釜山草梁館（旧・対馬藩公館）に到着し朝鮮政府との交渉を開始した。
当時、1869年（明治2年）以降のいわゆる「書契問題」が原因で、新政府が樹立された日本と朝鮮との間には国交が結ばれておらず、吉岡は20代前半の若さで厳原藩（旧対馬藩）・宗氏から外務省に引き継がれた日朝外交の最初の担当者として国交樹立交渉に臨んだのであるしかし大院君政権下で極端な攘夷政策をとり、従来どおり対馬藩を通じた外交関係の維持を要求する朝鮮側との交渉は難航を極め、また永年の特権であった朝鮮通交事務や草梁倭館の管理業務を取り上げられようとしていた厳原（対馬）藩吏たちも陰に陽に交渉を妨害した。
このため、翌1871年（明治4年）春になって吉岡らは、厳原藩から外交事務の特権を取り上げた上で旧藩主（厳原藩知事）宗重正を外務省の役職（外務大丞）に任命し、彼を朝鮮に派遣して直接説得に当たらせる方策をとることにした。しかしこの策の実行は廃藩置県による厳原藩廃止 や岩倉使節団派遣などによる混乱によって停滞した。すなわち宗はいったん新政府より外務大丞に任命され廃藩置県通知のための朝鮮派遣を命じられた。
しかし、翌1872年（明治5年）1月（旧暦の明治4年12月）には派遣中止と決定され、改めて宗外務大丞名義の文書を朝鮮に送付することとなった。こののち宗の書状を携えた森山・広津らが朝鮮側の忌避する蒸気船で釜山に入港、一方的に草梁館の接収事務を開始したため、同時期の米軍艦による江華島砲撃事件（辛未洋擾）ともあいまってますます朝鮮の態度を硬化させた。
森山・広津が釜山に帰任するまでの間、吉岡は草梁館から外に出ることも許されず、自分よりも年上で経験豊かな旧厳原藩吏らを督促し実務交渉にあたらせるしかなかった。とはいえ釜山滞在中、吉岡は朝鮮側の心情がかつての壬辰の役に由来する「恐怖の念」によるものであるのではないかという認識を示している。
結局のところ、吉岡ら外務省使節団による国交交渉は、1872年（明治5年）4月、朝鮮政府の役人に宗外務大丞名義の文書の写しを預けた以上には進展せず、朝鮮側との正式な協議は一度も開かれないまま吉岡は同年7月に草梁館に滞在する日本官吏の引き揚げを命じ、みずからも帰国の途に就いた。そして帰国後、外務省への報告において彼は、今回の交渉失敗と引き揚げによって両国間が絶好に等しい状態になってもいつの日か「解悟氷釈」の時期が来るだろうと述べている。さらに厳原藩吏や商人が従来のように朝鮮人に対し粗暴な振る舞いをしてはならないと告示し、日本の漂流民が朝鮮人に要求した薪・食糧の代金を外務省が支払うよう上申している。

### 「征韓不可」を建白
帰国直後の9月、吉岡は外務省を依願退官したが、これは交渉不調による引責辞職ではなく、あくまで彼の自発的意志にもとづくものだったようである。
吉岡の帰国・退官後の日朝関係は、1872年（明治5年）秋から翌1873年（明治6年）にかけて、後任の花房義質（外務大丞）が軍艦「春日」により朝鮮に派遣され草梁倭館を接収、さらに三井組による（外務省黙認のもとでの）密貿易が発覚し朝鮮側が厳しい「禁圧」で臨む（この時掲示されたとされる「伝令書」の文言が征韓論建議の直接のきっかけとなった）など悪化の一途をたどり、また日本側でも政府内の征韓論争に端を発して明治六年政変が起こり、1874年（明治7年）初めには征韓を掲げる佐賀の乱が勃発した。
このような情況を憂慮した吉岡は、既に下野した身ながら1874年（明治7年）2月建白書を左院に提出した。この建白書の内容は極めて多岐にわたるが、第6条の「西郷副島諸人を再用し且各府県に民撰小議院を建つることを論ず」では、「征韓論」、あるいはそうでなければ「内地優先論」的非征韓論（すなわち征韓そのものを否定するのではなく、「時期尚早」であるがゆえに反対するもの）が大多数を占めていた当時の状況においては例外的な、原則的・道義的な「征韓不可」の主張が現れている。
すなわちここで吉岡は、一方ではしばしば仮病など遁辞を弄して会見を避ける朝鮮側の不誠実な態度を非難しながらも、世間で噂されるように彼らが「我国書ヲ裂キ（中略）驕慢無礼ノ答書」を突きつけたなどと言う事実はなかったと述べている。さらに朝鮮側が日本との国交樹立に消極的である原因について、過去の豊臣秀吉の朝鮮出兵の経緯や、かつて対馬藩が朝鮮側を恐喝し米穀をせしめていたことなどを挙げ、新政府が書契に「皇」「勅」の字を用いたことで、日本が「虚名ヲ以テ、我ヲ属国ノ体ニ陥レ」るのではないかという、朝鮮側のあらぬ「疑懼」を招くこととなり、その責任は日本側にあるとする。
そして彼は、国交が更新できないことを理由に征韓をおこなうことが正しいならば、鎖国時代の日本をもし西洋人が侵攻していたとしても我々はそれを非難することはできないと述べ、「己ガ欲セザル所、コレヲ人ニ施スコト勿レ」と独善的な征韓論を批判しているのである。 しかし、吉岡のこの建白書が政府により取り上げられた形跡はない。

### 牧師としての後半生
渡朝した際の空き時間にたまたま中国語の聖書を読み、これをきっかけにキリスト教徒となる。
上述の建白書を提出した翌年の1875年（明治8年）、吉岡はプロテスタントの一派である長老派の新栄橋教会でディビッド・タムソンから夫婦で洗礼を受ける。キリスト教に改宗し、位階勲等を返上する。また、デイビッド・タムソンとG・H・F・フルベッキに師事し、聖書を学ぶ。ついで1878年（明治11年）9月、本郷日本基督一致教会（長老派）の創立に参加して長老に選出された。
この時期の彼の言論としては、1879年（明治12年）10月、海外伝道委員会で朝鮮布教に消極的意見を述べている。また、福澤諭吉が三田演説会でキリスト教批判をおこなった演説「宗教ノ説」が『名家演説集誌』第2号に掲載されると、1882年（明治15年）8月30日発行の『六合雑誌』第3巻第26号に「駁福澤氏耶蘇教論」を発表し、「我日本帝國ヲシテ強盗國二變ゼシメント謀ル者」であり、「徒ラニ怨ヲ四隣ニ結ビ憎ヲ萬國ニ受ケ不可救（すくうべからざる）ノ災禍ヲ将來ニ遺サンコト必セリ」と批判している。

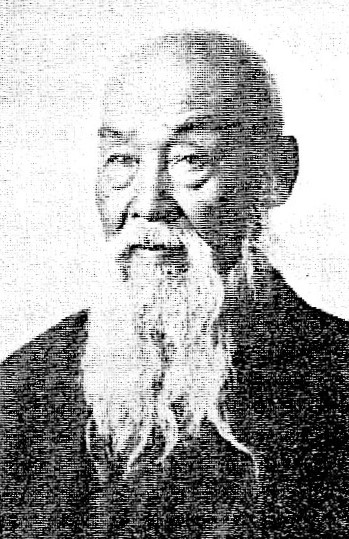
日本基督教会牧師吉岡弘毅の晩年

1883年（明治16年）5月、東京で開催された第三回全国基督教信徒大親睦会に主催者の幹部として参加し、講演を行う。
その後の吉岡は、東京基督教徒青年会（東京YMCA）創設に関与する。
長老をしながら、信徒伝道と神学研究を行い、伝道師に合格し、1884年（明治17年）に一致教会大阪北教会に赴任する。大阪北教会では教会建設、また高知高知県特別伝道応援を行う。1888年（明治21年）には高知教会に赴任し、高知教会の基礎を築く。1889年（明治22年）に按手礼を受け、正式に牧師になる。
1892年（明治25年）には京都室町教会に赴任し、建設と会堂建築を行う。1898年（明治31年）に再び大阪北教会牧師になる。
1909年（大正8年）に大阪北教会を退任し、伊賀上野教会を牧会する。1914年に牧師を引退して東京に移る。東京では、富士見町教会で聖書を教え、東京神学社で陽明学を教えた。
1927年（昭和2年）より、神奈川県三浦郡葉山町（湘南葉山）に転居して晩年を送り、1932年（昭和7年）に死去（数え年で86）している。

### 年譜
- 1847年：出生。
- 1869年7月：弾正台に任官。
- 1869年8月1日（明治2年6月24日）：弾正台少巡察。
- 1869年9月18日（明治2年8月13日）：弾正台大巡察。
- 1870年5月12日（明治3年4月12日）：外務省奏任官として任用。
- 1870年8月8日（明治3年7月12日）：外務権少丞。
- 1870年10月12日（明治3年9月18日）：朝鮮国派遣の辞令を受ける。
  - 同年12月24日には釜山に到着。
- 1872年7月21日（明治5年6月16日）：帰国の途につく。
- 1872年9月1日（明治5年7月29日）：外務省を依願免官。
- 1878年（明治11年）9月：本郷日本基督一致教会（長老派）の創立に参加、長老に選出。
- 1884年（明治17年）：大阪北教会（現:日本キリスト教会）初代牧師。
- 1888年（明治21年）7月：高知教会牧師。
- 1892年（明治25年）：京都室町教会牧師。
- 1909年（明治42年）：牧師を辞職。
- 1932年（昭和7年）：死去。

## 家族
三男は「海ゆかば」で知られる作曲家の信時潔である。